# اندیس شمال قادر آباد
شمال قادر آباد یک اندیس فلزی است که در حوالی شهر دشت ور استان هرمزگان قرار دارد و مادهٔ معدنی موجود در آن، مس است.سنگ میزبان این اندیس آندزیت ، آندزیت پورفیری است  در این اندیس، پاراژنز‌های کالکوسیت، بورنیت، آزوریت، مگنتیت، هماتیت یافت می‌شوند.